# Bag It Up
«Bag It Up» — четвёртый сольный сингл Джери Халлиуэлл из её дебютного альбома Schizophonic. Сингл занял 1-е место в UK Singles Chart.

## Формат и список композиций
UK & Europe CD1

(Released 13 March 2000)
1. "Bag It Up" – 3:46
2. "These Boots Are Made for Walking" – 3:03
3. "Perhaps, Perhaps, Perhaps" – 2:21
4. "Bag It Up" (enhanced video)

UK & Europe CD2

(Released 13 March 2000)
1. "Bag It Up" – 3:46
2. "Bag It Up" (D-Bop's Chocolate Vocal Edit) – 4:26
3. "Bag It Up" (Trouser Enthusiasts' Edit) – 6:07
4. "Bag It Up" (Yomanda Edit) – 5:41

European 2-track CD single

(Released 13 March 2000)
1. "Bag It Up" – 3:46
2. "These Boots Are Made for Walking" – 3:03
3. "Bag It Up" (enhanced video)

## Видеоклип
Режиссёр Дон Шэдфорт. Юмористическое и неопрятное видео на песню «Bag It Up» представляет объявление об изменении мужского поведения в лучшую сторону — создание «Женского порошка». Этот порошок в маленьких дозах превращает мужчину в послушную прислугу для женщины, а в больших дозах — в сексуального раба. В первой сцене Джери и её «бойфрэнд» (Эйден Тернер) садятся на диван для просмотра телевизора в гостиной, в это же время было объявлено о производстве «Женского порошка». Джери, которая устала одна делать всю работу по дому, подсыпала этот же самый порошок в кофе для её ленивого «бойфрэнда». Он это выпивает и его волосы
становятся розовыми, и он был преобразован в подвластного мужчину. Далее видео демонстирирует фабрику, на которой производится «Женский порошок», где Джери является заведующей этого производства, командуя мужчинами с розовыми волосами, которые уже получили свою дозу порошка. Следующее время Джери и её друг замеченный, роли были полностью изменены. Джери — теперь тот в контроле, полуодетый сексуальный раб, потворствующий ей каждой прихоти, даже действуя как человеческая таблица. В заключительном эпизоде Джери танцует на сцене вокруг шеста, а вокруг Джери танцуют молодые парни в шортах и с розовыми кроличьими ушами на голове вместо головного убора.

## Официальные версии и ремиксы
- Альбомная версия – 3:46
- D-Bop's Chocolate Vocal* – 7:27
- D-Bop's Chocolate Vocal Edit – 4:26
- D-Bop's Geri @ Trade Mix* – 6:50
- Johnson's Disco Inferno* – 6:55
- Paul Masterson's Club Mix* – 7:03
- The Bold And Beautiful Glamour Mix* – 7:36
- Trouser Enthusiasts Mix* – 8:53
- Trouser Enthusiasts Instrumental* – 8:53
- Trouser Enthusiasts Edit – 6:07
- Yomanda Mix (a.k.a. Yomanda 12" Genuine White Label Remix)* – 7:41
- Yomanda Edit – 5:41
- Yomanda Instrumental* – 7:41
- Yomanda A cappella* – 6:31

* исключительно как промосингл

## Чарты
| Чарт (2000)                     | Высшая позиция |
| ------------------------------- | -------------- |
| Brazil Hot 100                  | 8              |
| Canadian Singles Chart          | 5              |
| Dutch Singles Chart             | 62             |
| German Singles Chart            | 32             |
| Irish IRMA Singles Chart        | 6              |
| Italian Singles Chart           | 13             |
| Malaysian Single Chart          | 17             |
| New Zealand RIANZ Singles Chart | 18             |
| Swedish Singles Chart           | 53             |
| Swiss Singles Chart             | 66             |
| UK Singles Chart                | 1              |

| Чарт (2000)      | Position |
| ---------------- | -------- |
| UK Singles Chart | 1        |